# ايمانول سارييغي
ايمانول سارييغي (بالإسبانية: Imanol Sarriegi) (27 أبريل 1995 بسان سيباستيان في إسبانيا - ) هو لاعب كرة قدم إسباني في مركز الوسط. لعب مع نادي إيبار.

## روابط خارجية
- ايمانول سارييغي على موقع قاعدة بيانات كرة القدم.إي يو (الإنجليزية)
- ايمانول سارييغي على موقع Soccerway.com (الإنجليزية)